# منطقة كانواج
كانواج رمزها «KJ» (بالإنجليزية: Kannauj)‏ ، هو تقسيم إداري لدولة الهند تتبع ولاية أتر برديش (بالإنجليزية: Uttar  Pradesh)‏ ، مركزها هو مدينة كانواج (بالإنجليزية: Kannauj)‏ عدد سكانها حسب تعداد سنة 2001 هو 1,385,227 ، مساحتها 1,993 كم² وكثافة السكان 695 لكل كم² .